# Ville Niinistö
Ville Matti Niinistö (ur. 30 lipca 1976 w Turku) – fiński polityk, poseł do Eduskunty, od 2011 do 2017 przewodniczący Ligi Zielonych, w latach 2011–2014 minister środowiska, deputowany do Parlamentu Europejskiego IX i X kadencji.

## Życiorys
W 2003 ukończył studia z zakresu nauk politycznych na Uniwersytecie w Turku. W drugiej połowie lat 90. pracował jako kierowca ciężarówki, odbywał w trakcie studiów praktyki m.in. w ambasadzie Finlandii w Indonezji. Później zatrudniony na macierzystej uczelni m.in. jako badacz.
Zaangażował się w działalność polityczną w ramach Ligi Zielonych. W wyborach parlamentarnych w 2007 po raz pierwszy uzyskał mandat deputowanego do Eduskunty. W 2011 ponownie został wybrany do krajowego parlamentu. Wkrótce po tych wyborach zastąpił Anni Sinnemäki na funkcji przewodniczącego partii, funkcję tę pełnił do 2017, kiedy to nowym liderem został Touko Aalto. 22 czerwca 2011 objął urząd ministra środowiska w rządzie Jyrkiego Katainena. Pozostał na tym stanowisku również w utworzonym w 2014 gabinecie Alexandra Stubba. Odszedł jednak po kilku miesiącach, gdy jego ugrupowanie opuściło koalicję.
W 2015 z powodzeniem ubiegał się o poselską reelekcję. W 2019 i 2024 uzyskiwał natomiast mandat eurodeputowanego IX oraz X kadencji.

## Życie prywatne
Krewny Sauliego Niinistö; jego żoną była szwedzka polityk Maria Wetterstrand.